# Западнохерцеговачки партизански одред
Западнохерцеговачки народноослободилачки партизански (НОП) одред је био партизанска јединица у саставу Народноослободилачке војске и партизанских одреда Југославије током Другог светског рата у Босни и Херцеговини.

## Историјат
Од бораца љубушког среза формирана је 12. јануара 1944. у саставу Неретванског НОПО Љубушка чета, која је у априлу прерасла у 2. батаљон Неретванског НОПО. Августа исте године Љубушки батаљон је осамостаљен, а половином септембра преформиран у Западнохерцеговачки одред. При формирању имао је 4 чете и пратеће делове са око 160 бораца. Дејствујући на терену, који је био под јачом усташком контролом, Одред се ослањао у својим акцијама на Групу јужнодалматинских НОП одреда у чијем је саставу остао до половине новембра 1944. Задатак му је био политички рад, мобилизација нових бораца и организација народне власти. Одред је непрекидно био под јаким непријатељским притиском, те је скоро свакодневно водио борбе. После ослобођења западне Херцеговине улази у састав 29. дивизије и отада има основни задатак да чисти слободну територију од остатака усташких снага. Западнохерцеговачки НОПО је 7. децембра ушао у састав новоформиране Херцеговачке бригаде КНОЈ.